# Gemmule (botanique)
Cet article concerne le premier bouton d'une plante. Pour le mécanisme de l'hérédité proposé par Darwin, voir Gemmules.
Au cours du processus de la germination, la gemmule, bourgeon terminal de la tigelle, se développe (après la radicule) et donne une tige feuillée au-dessus des deux cotylédons. Le premier entre-nœud donne le mésocotyle. Le deuxième entre-nœud donne l'épicotyle.